# Kelenföld vasútállomás (métro de Budapest)
Kelenföld vasútállomás est une station du métro de Budapest. Elle est sur la  .

## Lieu remarquable à proximité
- Gare de Kelenföld
- Gare routière de Kelenföld